# Стэнли, Уильям (умер в 1495)
Сэр Уильям Стэнли (англ. William Stanley; примерно 1435/37,  Холт,  Денбишир, Королевство Англия — 16 февраля 1495, Лондон, Королевство Англия) — английский аристократ, кавалер ордена Подвязки, младший брат Томаса Стэнли, 1-го графа Дерби. Участвовал в Войнах Алой и Белой розы на стороне Йорков, поддержал захват короны Генрихом Тюдором. Впоследствии оказался замешан в заговоре в пользу самозванца Перкина Уорбека и был казнён.

## Биография
Уильям Стэнли принадлежал к знатному роду, представители которого владели землями в ряде графств Англии и в Уэльсе, были королями острова Мэн, а с 1456 года заседали в английском парламенте как бароны Стэнли. Он родился, по разным данным, в 1435, 1436 или 1437 году и стал вторым сыном Томаса Стэнли, 1-го барона Стэнли, и его жены Джоан Гоушилл. После смерти отца в феврале 1459 года основную часть семейных владений и титулы унаследовал старший сын, Томас. К тому времени в стране шли Войны Алой и Белой розы, и Стэнли заняли в этом конфликте сторону Йорков.
В сентябре 1459 года Уильям сражался при Блор-Хиф, где йоркисты разбили ланкастерского барона Одли. В том же году его владения были конфискованы ланкастерским парламентом. Стэнли, по-видимому, бежал на континент, позже вернулся и принял участие в битве при Таутоне (1461). Эдуард IV сразу после восшествия на престол пожаловал ему должности камергера Честера и шерифа Флинтшира, а в 1465 году — баронию Скиптон, прежде принадлежавшую Клиффордам. В 1464 году Стэнли сражался при Хексеме. После битвы при Тьюксбери в 1471 году именно он захватил в плен королеву Маргариту Анжуйскую, и король произвел его в рыцари-баннереты. Позже сэр Уильям стал управляющим двором принца Уэльского.
Ричард III, захвативший корону в 1483 году, постарался заручиться поддержкой Стэнли. Он назначил сэра Уильяма главным судьёй Северного Уэльса, пожаловал ему ряд поместий в этом регионе. Тем не менее в 1485 году Стэнли поддержал ланкастерского претендента на трон Генриха Тюдора (пасынка его старшего брата). При Босворте он, как и его брат Томас, долго стоял в стороне от схватки, но в решающий момент вмешался в бой на стороне Тюдора. Именно сэр Уильям нашёл королевскую корону, потерянную Ричардом, и передал её Томасу, а тот возложил корону на голову Генриха. Последний пожаловал Стэнли ряд владений, почётные и выгодные посты лорда-камергера и управляющего казначейством, сделал его кавалером ордена Подвязки.
Несмотря на благосклонность короля, в конце 1494 года Стэнли уличили в симпатиях к самозванцу Перкину Уорбеку. По словам сэра Роберта Клиффорда, племянник которого прежде владел Скиптоном, сэр Уильям заявил, что, «если бы он точно знал, что молодой человек [Уорбек] — несомненный наследник короля Эдуарда IV, он никогда бы не сражался против него». Доказательства измены не были безусловными, но сэр Уильям всё же признал вину в надежде, что благодаря этому избежит казни. Генрих VII изначально был готов его помиловать, чтобы избежать вражды с матерью и отчимом. С другой стороны, он не хотел своим милосердием поощрять других заговорщиков, и это соображение перевесило остальные. 6 февраля 1495 года Стэнли приговорили к смерти как изменника. Король заменил жестокую квалифицированную казнь через повешение, потрошение и четвертование простым отсечением головы, и 16 февраля сэр Уильям был обезглавлен на Тауэрском холме.

## Семья
Стэнли трижды вступал в брак: в 1465 году он женился на Джоан Бомонт (дочери Джона Бомонта, 1-го виконта Бомонта, и Элизабет Фелип, вдове Джона Ловела, 8-го барона Ловела из Тичмарша), после 1470 года — на Элизабет Хоптон (дочери Томаса Хоптона и Элеоноры Люси, вдове сэра Роджера Корбета и Джона Типтофта, 1-го графа Вустера), позже — на Джойс Черлтон У сэра Уильяма было трое детей: сын, тоже сэр Уильям, умерший примерно в 1498 году, и дочери Джоан (жена сэра Джона Уорбертона из Арли) и Кэтрин, жена Томаса Коката из Холта.

## В культуре
В Вентворт-хаусе в Йоркшире хранится портрет сэра Уильяма в богато украшенных доспехах. Стэнли стал персонажем романа Филиппы Грегори «Белая принцесса» и одноимённого сериала, где его сыграл Ги Уильямс.